# Фроловка
Фро́ловка (рос. Фроловка) — село у складі Цілинного округу Курганської області, Росія.
Населення — 160 осіб (2010, 219 у 2002).
Національний склад станом на 2002 рік:
- росіяни — 63 %
- казахи — 32 %